# Lette-Verein
Der Lette-Verein ist eine Stiftung des öffentlichen Rechts für schulische Berufsausbildungen sowie Träger von drei Berufsfachschulen, einer Fachschule und drei Schulen des Gesundheitswesens in Berlin.

## Geschichte

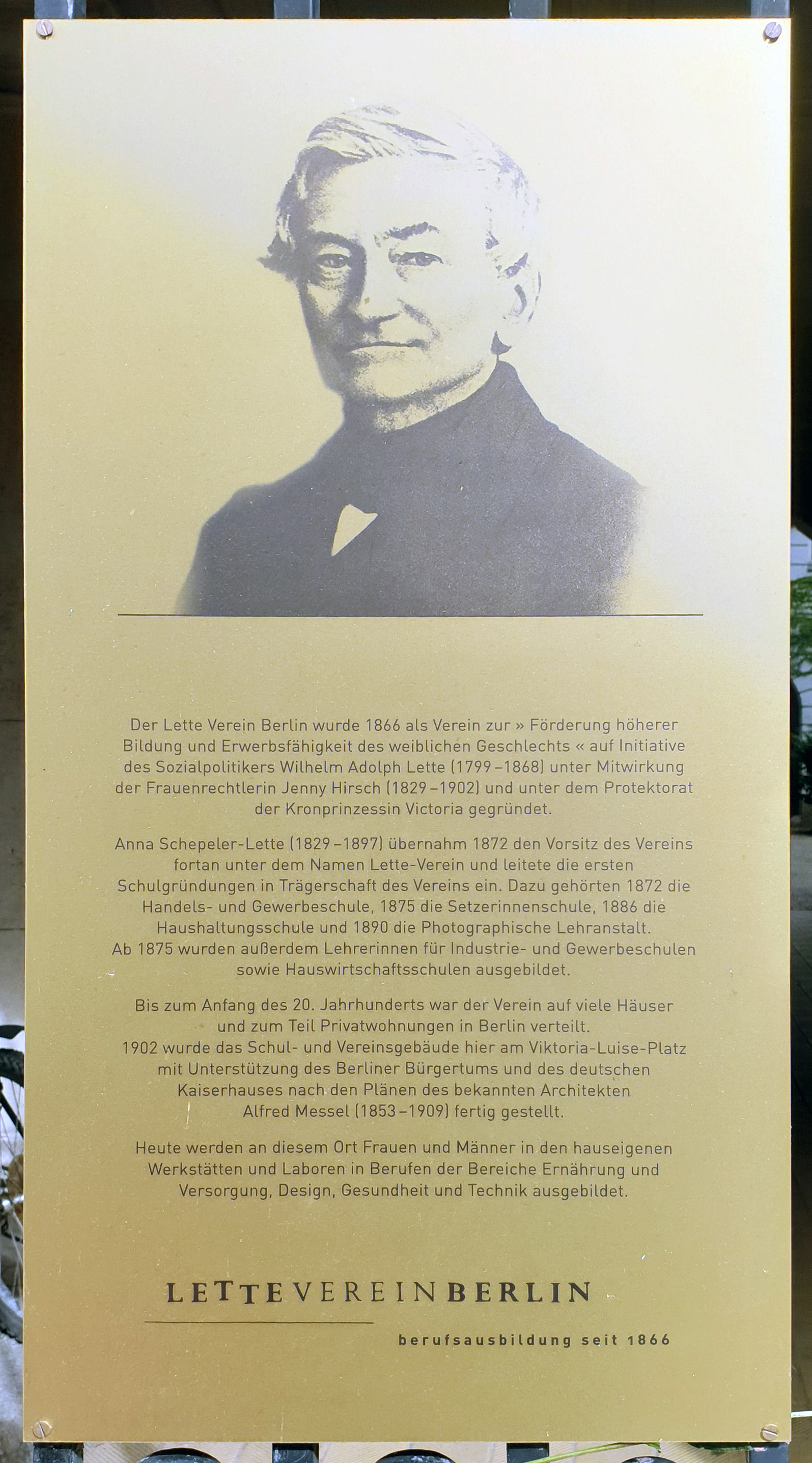
Gedenktafel am Lette-Verein, in Berlin-Schöneberg

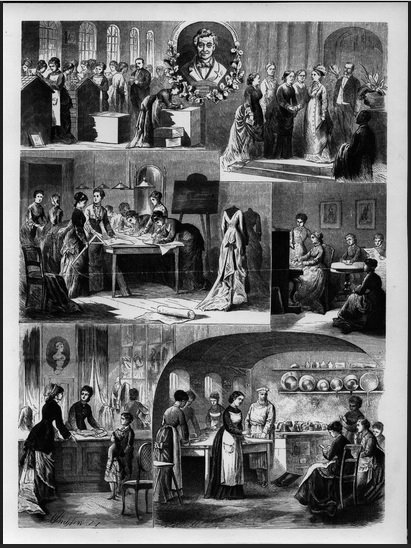
Lette-Haus, Abdruck eines Stichs von C[arl] Rechlin in der Zeitschrift „Über Land und Meer“ 1877 ; im oberen rechten Bildteil sind zu sehen v. l. n. r. Jenny Hirsch, Anna Schepeler-Lette, Kronprinzessin Victoria und Kronprinz Friedrich-Wilhelm von Preußen

Am 27. Februar 1866 gründeten Berliner Bürger und Bürgerinnen den Verein zur Förderung der Erwerbsfähigkeit des weiblichen Geschlechts. Wilhelm Adolf Lette wurde zum Gründungsvorsitzenden gewählt. Der Verein stand unter dem Protektorat der Kronprinzessin Victoria von Preußen und wurde von zahlreichen einflussreichen Familien und Firmen Berlins und Preußens gefördert. Namhafte Personen der deutschen Frauenbewegung wie Jenny Hirsch, Ulrike Henschke, Franziska Tiburtius engagierten sich im und für den Verein.
Der Verein war Mitglied im 1869 gegründeten Dachverband Verband Deutscher Frauenbildungs- und Erwerbsvereine, im 1894 gegründeten Dachverband Bund Deutscher Frauenvereine (BDF) und im 1908 gegründeten Verein für das Deutschtum im Ausland, Schulverein e. V. (VDA).
Unverheiratete Frauen aus dem Bürgertum hatten zur Zeit der Vereinsgründung nur wenige Möglichkeiten, ihren Lebensunterhalt angemessen zu verdienen, so zum Beispiel als Lehrerin oder Gouvernante. Der Verein unterstützte die Öffnung weiterer Berufsfelder für Frauen. Dazu förderte er Ausbildungsstätten und -institutionen wie z. B. das Atelier von Emma Planck sowie Absatzmöglichkeiten für von Frauen hergestellte Produkte.
Im Unterschied zu dem 1865 im sächsischen Leipzig von Frauen gegründeten Allgemeinen Deutschen Frauenverein (ADF), der sich für ähnliche Ziele einsetzte, stand der Lette-Verein zunächst unter überwiegend männlicher Leitung. Der Gründungsvorsitzende, Wilhelm Adolf Lette, setzte sich für die Mädchen- und Frauenbildung ein, lehnte aber die politische Emanzipation der Frauen ab, da politische Tätigkeit von Frauen zu jener Zeit in Preußen verboten war. Die Erwerbstätigkeit der bürgerlichen Frauen sollte ihrer ökonomischen Absicherung dienen. Dies war aufgrund der demografischen Lage in der zweiten Hälfte des 19. Jahrhunderts nicht mehr allein durch Verheiratung möglich. Als Ideal galt den führenden Persönlichkeiten des Vereins das gleichberechtigte Zusammenwirken von Männern und Frauen in der Gesellschaft sowie die Eigenverantwortlichkeit eines jeden Menschen.
Nach dem Tod Wilhelm Adolf Lettes 1868 wurden zuerst Franz von Holtzendorff (Jurist) und ab April 1872 Lettes Tochter Anna Schepeler-Lette für den Vereinsvorsitz gewählt. Unter der Leitung von Anna Schepeler-Lette wurde der Verein zum Schulträger und gründete 1872 die Handels- und Gewerbeschule mit Sitz in der Berliner Königgrätzer Straße, heute Stresemannstraße. Später kamen mit steigendem Bedarf der Industrie, Forschung und Medien an Fachkräften weitere Schulen dazu. So wurden Telegraphistinnen, Setzerinnen, Buchbinderinnen, Kunststickerinnen, Gutssekretärinnen, Diätassistentinnen, Zeichenlehrerinnen, Hauswirtschafts- und Gewerbelehrerinnen, Schneiderinnen, Putzmacherinnen, Bibliotheksassistentinnen, Modezeichnerinnen und -direktricen und andere ausgebildet.
1890 wurde unter der Leitung von Dankmar Schultz-Hencke die Photographische Lehranstalt gegründet. Frauen, denen noch kein Zugang zu universitärer Bildung möglich war, konnten sich hier auf wissenschaftlicher Grundlage ausbilden lassen, um später in Forschung und Entwicklung an der Seite männlicher Wissenschaftler zu arbeiten. Die Lehrerin und spätere Direktorin der Lehranstalt Marie Kundt war entscheidend an der Entwicklung zahlreicher Berufe beteiligt, die auf der Technik bildgebender Verfahren beruhen und bis heute von hoher Relevanz sind. Dazu gehören die wissenschaftliche Fotografie, die Röntgenfotografie oder die Mikrofotografie – Ausgangspunkte für die heutige Metallographie, medizinisch-technische Assistenz und chemisch-biologische Laborassistenz.
1902 bezog der Verein das von Alfred Messel errichtete Gebäude am Viktoria-Luise-Platz in Schöneberg bei Berlin, heute Bezirk Berlin-Schöneberg. Dem Gebäude, als Schulbau für eine Frauenschule konzipiert, liegen der Grundgedanke der Kommunikation und des sozialen Handelns wie auch das Prinzip der Frauenklause zugrunde. Kreisförmig gruppieren sich um einen großen Innenhof sechs weitere Höfe, die im Grundriss die Form einer Bienenwabe ergeben. Sitzbänke in den Höfen und ausgeweiteten Flurecken schaffen Raum und Atmosphäre für Kommunikation im Sinne sokratischer Lehre. Verwaltung, Bibliothek und Speisesaal befanden sich auf der ersten Etage und bildeten das Zentrum des Geschehens.
1910 wurde eine Fotografieklasse für Männer unter Leitung von Carola Lohde eingerichtet. Seit 1982 sind alle Schulen des Lette-Vereins koedukativ.
In den privaten Schulen des Lette-Vereins unterrichteten trotz des in Preußen geltenden Lehrerinnenzölibats verheiratete Frauen, so z. B. Elly Heuss-Knapp und Dora Lux. Seinem Grundsatz, Frauen in technischen Berufen zu fördern, konnte der Verein zu allen Zeiten gerecht werden.
1944 wurde der Verein in eine Stiftung des öffentlichen Rechts umgewandelt. Aus den bestehenden Ausbildungsgängen und im Zusammenhang mit den neuen technischen Entwicklungen sowie den Bedürfnissen des Arbeitsmarktes entstanden auch nach 1945 immer wieder neue Ausbildungsgänge wie Elektroassistentin, pharmazeutisch-technische Assistentin, Medieninformatik/Interaktive Animation, Ernährungs- und Versorgungsmanagement.
1984 wurde der Gebäudekomplex durch einen Neubau erweitert, in dem Labore Platz fanden. Heute ist der Lette-Verein ein modernes Berufsausbildungszentrum mit den aus seinen Ursprüngen entstandenen Bereichen Design und Technik, Ernährung und Versorgung, Gesundheit.
Der Lette-Verein nahm 2003 am Modellvorhaben Eigenverantwortliche Schule der Berliner Senatsverwaltung für Bildung, Jugend und Sport teil. 2006 wurde ein neues Schulprogramm erarbeitet. Die Schulen setzen auf moderne und vielfältige pädagogische Methoden, die Selbständigkeit und Eigenverantwortung fördern. Ausbildungen und Ausbildungsinhalte werden laufend den aktuellen Bedürfnissen der Wirtschaft angepasst.

## Ausbildungen

### Grundsätze
Die Stiftung Lette-Verein ist Trägerin von drei Berufsfachschulen sowie drei Schulen des Gesundheitswesens – der Berufsfachschule für Design, Berufsfachschule für Ernährung und Versorgung mit der Fachschule für Ernährungs- und Versorgungsmanagement, der Technischen Berufsfachschule sowie der Schulen des Gesundheitswesens für Medizinisch-Technische Assistenz für Labor und Radiologie (MTA) und Pharmazeutisch-Technische Assistenz (PTA).
Der Lette-Verein unterliegt der staatlichen Kontrolle und die Ausbildungen am Lette-Verein sind staatlich anerkannt. In einigen Ausbildungsgängen können der Mittlere Schulabschluss (MSA) sowie die Berufsbildungsreife (BBR) und erweiterte Berufsbildungsreife (eBBR) und die Fachhochschulreife erworben werden. Durch die Gesellschaftsform Stiftung öffentlichen Rechts hat der Lette-Verein unter anderem die Freiheit, das Lehrpersonal selbst zu wählen.

### Berufsfachschule für Design
An der Berufsfachschule für Design werden junge Menschen in den Bereichen Foto-, Grafik- und Modedesign auf der Grundlage eines MSA und einer bestandenen Eignungsprüfung in theoretischen und praktischen Unterrichtsfächern drei Jahre lang ausgebildet, wobei die Ausbildungsgänge Grafik- und Modedesign derzeit modularisiert unterrichtet werden. Neben dem Erwerb von künstlerisch-gestalterischen, technischen und handwerklichen Kenntnissen und Fertigkeiten werden die Fähigkeiten zur selbständigen Planung, Arbeitsorganisation, Konzeptentwicklung und Ergebnisbeurteilung in einer beruflichen Erstausbildung entwickelt.

### Meisterklasse Modedesign
Seit 2016 gibt es im Ausbildungszweig Modedesign eine Meisterklasse: Jedes Jahr bekommen acht besonders talentierte Absolventinnen und Absolventen die Möglichkeit, ein zusätzliches Jahr lang ein Atelier in den Räumen des Lette-Vereins zu nutzen und gecoacht zu werden. Dieses Angebot unterstützt die Talente, sich für Wettbewerbe zu qualifizieren, die persönliche Handschrift zu schärfen und häufig auch in Film- und Fernsehproduktionen Erfahrungen zu sammeln (u. a. Babylon Berlin). 2016 gewann Sascha Johrden als einer von 100 Teilnehmenden im Rahmen des Leipziger Opernballs den „Leipziger Opernball Sophisticated Fashion Award“ mit einem handgefertigten Abendkleid. Geleitet wird die Meisterklasse von Jochen Pahnke, Lette-Absolvent, Mitinhaber des Modelabels Kratzert & Pahnke in Berlin-Schöneberg und Fachlehrer für Entwurf, Schnitt und Fertigung. Die Meisterklasse wird durch die Senatsverwaltung für Arbeit, Integration und Soziales gefördert.

### Schulen für Ernährung und Versorgung
An den Schulen für Ernährung und Versorgung werden Assistenten sowie in einer zweijährigen Weiterbildung Betriebswirte für Ernährungs- und Versorgungsmanagement ausgebildet. In diesem Ausbildungszweig gibt es die einjährige integrierte Berufsausbildungsvorbereitung (IBA). Während der Assistenzausbildung kann der mittlere Schulabschluss (MSA) erworben werden. In der betriebswirtschaftlichen Ausbildung wird gleichzeitig zur Berufsqualifikation die Fachhochschulreife mit der weiteren Option auf den Ausbilderschein erlangt. Mit dem Schulstart 2022/23 wurde dieser Ausbildungsgang durch das DIY-College erweitert. Hier kann schon nach zwei Ausbildungsjahren der Abschluss DIY-Supporter/Hauswirtschaftshelfer und nach drei Ausbildungsjahren der Abschluss DIY-Expert/Assistentin/Assistent für Ernährung und Versorgung erlangt werden. Im DIY-College liegt der Fokus auf Nachhaltigkeit, Upcycling sowie Aspekte der Betreuung und Care-Arbeit.

### Technische Berufsfachschule
An der Technischen Berufsfachschule werden in vollschulischer Ausbildung staatlich geprüfte Technische Assistenten für Medieninformatik mit Schwerpunkt Interaktive Animation, staatlich geprüfte Technische Assistenten für Metallographie und Werkstoffanalyse sowie staatlich geprüfte Technische Assistenten für chemisch-biologische Laboratorien, einer Kombination aus CTA und BTA ausgebildet. Diese Ausbildungsgänge sind zweijährig für junge Menschen mit Abitur (außer Medieninformatik) und dreijährig für Jugendliche mit MSA. Letztere erwerben mit der Berufsqualifikation auch die Fachhochschulreife.

### Die drei Schulen des Gesundheitswesens
Die Schule des Gesundheitswesens für Medizinische Technologen und Technologinnen (MTA) bietet zwei Ausbildungsgänge an – einen für Technologinnen und Technologen für Radiologie (MTR) und einen für Technologinnen und Technologen für Laboratoriumsanalytik (MTL).
Die Schule des Gesundheitswesens für Pharmazeutisch-Technische Assistenten (PTA) bietet einen Ausbildungsgang mit dem gleichen Namen an.

### Schulleitung | Verwaltungsleitung
Neben der Leitung der Stiftung Lette-Verein hat der Lette-Verein eine Gesamtleitung der sieben Schulen sowie eine eigene Verwaltungsleitung.

### Der Lette Design Award by Schindler
Seit 2015 vergibt der Lette-Verein Berlin gemeinsam mit der Firma Schindler den Lette-Design-Award by Schindler. Ausgezeichnet werden jedes Jahr die drei Design-Ausbildungsbereiche des Hauses. Als langjähriger Kooperationspartner ist die Firma Schindler Deutschland AG & Co. KG Hauptsponsor des Awards und sponsert neben der Ausrichtung der Veranstaltung auch den Publikumspreis, der aus einem Preisgeld sowie einem bezahlten Auftrag besteht. Dazu gehört unter anderem die großflächige Gestaltung der Kantine der Firma Schindler durch den Gewinner in der Kategorie Grafikdesign.
15 junge Menschen aus den jährlichen Abschlussklassen Foto-, Grafik- und Modedesign im Lette Verein werden durch ihre Lehrkräfte nominiert. Aus den jeweils fünf Abschlussarbeiten aller drei Designrichtungen wird ein Sieger oder eine Siegerin gekürt. Alle Preise werden von erfolgreichen Ehemaligen vergeben. Aus diesen Vernetzungen sind seit dem ersten Lette-Design-Award by Schindler bis heute dauerhafte Geschäftsbeziehungen und Anstellungen erwachsen. Dazu gehören Unternehmen wie Foto Meyer, Michalsky, Zalando oder Agenturen wie Goldener Hirsch oder HeymannBrandt.

## Persönlichkeiten
Leitende Persönlichkeiten
- Wilhelm Adolf Lette (1799–1868), Vereinsvorsitzender 1866–1868
- Franz von Holtzendorff, (1829–1889), Vereinsvorsitzender 1868–1872
- Anna Schepeler-Lette, (1827–1897), Vereinsvorsitzende 1872–1897
- Elisabet Kaselowsky, (1836–1918), Vereinsvorsitzende 1897–1916
- Katharina von Haxthausen, (1868–1931), Vereinsvorsitzende 1916–1931
- Lilly Hauff, (1876–1948), Direktorin (als Gesamtschul- und Verwaltungsleiterin) 1912–1934, komm. Vereinsvorsitzende 1931
- Martha Dönhoff, (1875–1955), Vereinsvorsitzende 1931–1932
- Herrmann von Seefeld (1863–1943), Vereinsvorsitzender 1932–1933
- Hans Meinshausen (1889–1948), Vereinsvorsitzender 1933–1936, Vereinsführer 1936–1945
- Marie Lindemann (1878–1951), Direktorin (als Verwaltungsleiterin) 1936–1943, Gesamtleiterin der Stiftung 1945–1950
- Karl Jülicher, Direktor (als Verwaltungs-, dann Stiftungsleiter) 1943–1945
- Elisabeth Winkelmann, Gesamtleiterin der Stiftung 1950–1951
- Clara von Simson (1897–1983), kommissarische Gesamtleiterin 1951–1952, Gesamtleiterin der Stiftung 1953–1963
- Ella Barowsky (1912–2007), Direktorin der Stiftung 1964–1975
- Hans-Dieter Fussan, Direktor der Stiftung 1975–1993
- Gabriele Post, Direktorin der Stiftung 1993–2009
- Petra Madyda, Direktorin der Stiftung ab 2010

Bedeutende Lehrende und Lernende
- Elise Hannemann (1849–1934)
- Mathilde Block (1850–1932)
- Karl Hoffacker (1856–1919)
- Dankmar Schultz-Hencke (1857–1913)
- Margarethe Raabe (1863–1947)
- Nicola Perscheid (1864–1930)
- Paul Kersten (1865–1943)
- Johanna Beckmann (1868–1941)
- Marie Kundt (1870–1932)
- Alice Salomon (1872–1948)
- Maria Lühr (1874–1969)
- Käthe Buchler (1876–1930)
- Heinrich Poll (1877–1939)
- Magda Trott (1880–1945)
- Elly Heuss-Knapp (1881–1952)
- Anna Köppen (1881–1965)
- Dora Lux (1882–1959)
- Erich Kux (1882–1977)
- Erna Lendvai-Dircksen (1883–1962)
- Karl Schenker (1886–1954)
- Carola Lohde (1889–1961)
- Elsbeth Schragmüller (1887–1940)
- Frieda Riess (1890 bis ca. 1955)
- Angelica Schrader (1890–1976)
- Arthur Köster (1890–1965)
- Grete Bloch (1892–1944)
- Martha Rosenfeld-Maas (1893–1970)
- Ruth Bang (1897–1972)
- Lotte Wernekink (1897–1976)
- Lily Pincus (1898–1981)
- Ruth Jacobi (1899–1995)
- Maria May (1900–1968)
- Charlotte Rohrbach (1902–1981)
- Gisela Praetorius (1902–1981)
- Jeanne Mandello (1903–2001)
- Anneliese Hager (1904–1997)
- Rosemarie Clausen (1907–1990)
- Karin Hahn-Hissink (1907–1981)
- Juliette Lasserre (1907–2007)
- Liselotte Strelow (1908–1981)
- Marianne Breslauer (1909–2001)
- Eva Kemlein (1909–2004)
- Hildegard Zenker (1909–1999)
- Heinz Ritter (1912–1958)
- Gerd Hartung (1913–2003)
- Unica Zürn (1916–1970)
- Cato Bontjes van Beeck (1920–1943)
- Ilse Dubois (1922–2008)
- Werner Kunkel (1922–2017),
- Ruth Underberg (1924–2002)
- Helena Bohle-Szacki (1928–2011)
- Lothar Wolleh (1930–1979)
- Christa Peters (1933–1981)
- Senta Maria Anna Siller (geb. 1935)
- Michael Otto (geb. 1938)
- Gert Neuhaus (geb. 1939)
- Roger Melis (1940–2009)
- Rotraud von der Heide (geb. 1942)
- Bernhard Wittwer (geb. 1942)
- Gabriele und Helmut Nothhelfer (geb. 1945)
- Klaus Böger (geb. 1945)
- Udo Ropohl (geb. 1948)
- Ulrike Arens-Azevêdo (geb. 1949)
- Reinhard Matz (geb. 1952)
- Winfried Boecken (geb. 1955)
- Rayan Abdullah (geb. 1957)
- Kostas Murkudis (geb. 1959)
- André Giogoli (geb. 1962)
- Nanna Kuckuck (geb. 1967)
- Lorenz Kienzle (Fotograf), (geb. 1967)
- Olaf Heine (geb. 1968)
- Martin Schoeller (geb. 1968)
- Marcus Bredt (geb. 1968)
- Nadja Klier (geb. 1973)